# Ти Ви и Новелас (2017)
35º Награди Ти Ви и Новелас (на испански: La XXXV Entrega de los Premios TVyNovelas) е церемония, на която са наградени най-добрите продукции на компания Телевиса, провела се на 26 март 2017 г. в град Мексико. С най-много номинации е отличена теленовелата Кандидатката, продуцирана от Хисел Гонсалес. Номинациите в категориите са обявени на 15 февруари 2017 г. от Кристиан де ла Фуенте, Одалис Рамирес и Мемо дел Боске.
Големият победител от церемонията е теленовелата Кандидатката, с 8 награди, включително в категория Най-добра теленовела. Основните категории на церемонията са: Най-добра теленовела: Кандидатката, Най-добра актриса в главна роля: Анжелик Бойер (Трите лица на Ана) и Най-добър актьор в главна роля: Себастиан Рули (Трите лица на Ана).
Водещи на церемонията са актьорите Кристиан де ла Фуенте и Маите Перони. Това е първа церемония, на която са връчени награди в категориите Най-добра актриса в главна роля за сериал и Най-добър актьор в главна роля за сериал.

## Обобщение на наградите и номинациите
| Теленовела         | Номинации | Награди |
| ------------------ | --------- | ------- |
| Кандидатката       | 20        | 8       |
| Хотелът на тайните | 17        | 2       |
| Без следа от теб   | 12        | 0       |
| Трите лица на Ана  | 11        | 3       |
| Дойде любовта      | 9         | 4       |
| Лъжовно сърце      | 9         | 0       |
| Амазонките         | 6         | 1       |
| Мечта за любов     | 6         | 2       |
| Път към съдбата    | 6         | 0       |
| Жените в черно     | 3         | 2       |
| Яго                | 3         | 0       |
| Да се будя с теб   | 2         | 0       |
| Просто Мария       | 2         | 0       |

## Номинации

### Теленовели
| Най-добра теленовела Представено от: Даниела Ромо и Сесар Евора | Най-добър сценарий или адаптация Представено от: Маите Перони и Кристиан де ла Фуенте |
| --- | --- |
| - Кандидатката – (Хисел Гонаслес) - Лъжовно сърце – (МаПат) - Хотелът на тайните – (Роберто Гомес Фернандес) - Без следа от теб – (Силвия Кано) - Път към съдбата – (Натали Лартио) - Дойде любовта – (Хосе Алберто Кастро)                                                                    | - Леонардо Бечини – Кандидатката - Карлос Кинтания и Адриана Пелуси – Без следа от теб - Жанели Е. Лий – Дойде любовта - Мария Антониета „Калу“ Гутиерес – Път към съдбата - Мария Рене Пруденсио – Хотелът на тайните |
| Най-добра актриса в главна роля Представено от: Себастиан Рули | Най-добър актьор в главна роля Представено от: Жаклин Бракамонтес |
| - Анжелик Бойер – Трите лица на Ана - Адриана Лувие – Без следа от теб - Клаудия Алварес – Просто Мария - Ирене Асуела – Хотелът на тайните - Силвия Наваро – Кандидатката | - Себастиан Рули – Трите лица на Ана - Андрес Паласиос – Амазонките - Ерик Елиас – Хотелът на тайните - Пабло Лиле – Лъжовно сърце - Виктор Гонсалес – Кандидатката |
| Най-добра актриса в отрицателна роля Представено от: Алексис Аяла | Най-добър актьор в отрицателна роля Представено от: Лаура Кармине |
| - Асела Робинсън – Дойде любовта - Ана Лайевска – Без следа от теб - Диана Брачо – Хотелът на тайните - Найлеа Норвинд – Кандидатката - Сабине Мусиер – Мечта за любов | - Хуан Карлос Барето – Кандидатката - Алехандро Томаси – Лъжовно сърце - Хорхе Поса – Хотелът на тайните - Хосе Елиас Морено – Без следа от теб - Хулиан Хил – Мечта за любов |
| Най-добра първа актриса Представено от: Галилеа Монтихо | Най-добър пръв актьор Представено от: Анжелик Бойер |
| - Елена Рохо – Кандидатката - Бланка Гера – Трите лица на Ана - Синтия Клитбо – Дойде любовта - Даниела Ромо – Хотелът на тайните - Патрисия Рейес Спиндола – Път към съдбата | - Сесар Евора – Амазонките - Алексис Аяла – Лъжовно сърце - Ерик дел Кастийо – Трите лица на Ана - Хесус Очоа – Хотелът на тайните - Патрисио Кастийо – Кандидатката |
| Най-добра актриса в поддържаща роля Представено от: Майрин Вилянуева и Иван Санчес | Най-добър актьор в поддържаща роля Представено от: Андреа Легарета и Раул Араиса Ерара |
| - Сусана Гонсалес – Кандидатката - Еухения Каудуро – Път към съдбата - Гретел Валдес – Амазонките - Илсе Салас – Хотелът на тайните - Летисия Уихара – Да се будя с теб | - Карлос Ривера – Хотелът на тайните - Диего Оливера – Лъжовно сърце - Фердинандо Валенсия – Просто Мария - Хуан Пабло Медина – Без следа от теб - Рафаел Санчес Наваро – Кандидатката |
| Най-добра млада актриса Представено от: Кимбърли дос Рамос и Пабло Лиле | Най-добър млад актьор Представено от: Паулина Гото и Орасио Панчери |
| - Рената Нотни – Мечта за любов - Карла Фарфан – Кандидатката - Марилус Бермудес – Амазонките - Сачи Тамаширо – Трите лица на Ана - София Кастро – Дойде любовта | - Поло Морин – Мечта за любов - Федерико Айос – Кандидатката - Хосе Пабло Минор – Без следа от теб - Джошуа Гутиерес – Хотелът на тайните - Хуан Пабло Хил – Амазонките |
| Най-добра актриса във второстепенна роля Представено от: Марибел Гуардия и Артуро Пениче | Най-добър актьор във второстепенна роля Представено от: Ирина Баева и Андрес Паласиос |
| - Вероника Хаспеадо – Дойде любовта - Арселия Рамирес – Път към съдбата - Лайша Уилкинс – Трите лица на Ана - Мария Сорте – Лъжовно сърце - Пилар Мата – Кандидатката | - Хуан Видал – Дойде любовта - Ари Телч – Кандидатката - Едуардо Еспаня – Хотелът на тайните - Ото Сирго – Трите лица на Ана - Пабло Перони – Без следа от теб |
| Най-добро женско откритие Представено от: Гретел Валдес и Данило Карера | Най-добро мъжко откритие Представено от: Марилус Бермудес и Брандон Пениче |
| - Барбара Лопес – Дойде любовта - Алехандра Роблес Хил – Без следа от теб - Джесика Сегура – Лъжовно сърце - Мишел Гонсалес – Кандидатката - Рехина Бландон – Хотелът на тайните | - Карлос Ривера – Хотелът на тайните - Федерико Айос] – Лъжовно сърце - Хуан Мартин Хауреги – Кандидатката и Без следа от теб - Сантяго Рамундо – Мечта за любов |
| Най-добър оператор Представено от: Маите Перони и Кристиан де ла Фуенте | Най-добър режисьор Представено от: Клаудия Алварес и Ерик Елиас |
| - Армандо Сафра и Луис Родригес – Кандидатката - Мануел Брахас и Армандо Сафра – Трите лица на Ана - Марко Винисио, Оскар Моралес и Бернардо Нахера – Лъжовно сърце - Вивиан Санчес Рос, Мануел Барахас и Даниел Ферер – Хотелът на тайните - Валтер Доенер и Луис Родригес – Без следа от теб | - Ерик Моралес и Хуан Пабло Бланко – Кандидатката - Клаудио Рейес Рубио и Серхио Катаньо – Трите лица на Ана - Франсиско Франко и Ана Лорена Перес-Риос – Хотелът на тайните - Салвадор Санчес и Сантяго Барбоса – Дойде любовта - Уалтер Доенер и Ана Лорена Перес-Риос – Без следа от теб |
| Най-добър екип Представено от: Хесус Очоа и Алехандра Барос | Най-добра музикална тема Представено от: Маите Перони и Кристиан де ла Фуенте |
| - Кандидатката – (Хисел Гонсалес) - Да се будя с теб – (Педро Дамян) - Хотелът на тайните – (Роберто Гомес Фернандес) - Амазонките – (Салвадор Мехия) - Трите лица на Ана – (Анджели Несма) | - Se puede amar; Изпълнител и автор: Пабло Алборан – (Трите лица на Ана) - El camino a donde voy; Изпълнител: Паулина Гото. Автори: Хорхе Едуардо Мургия и Маурисио Ариага – (Път към съдбата) - „Инструментал“; Автор: Жорди Бачбуш – (Кандидатката) - Mi verdad; Изпълнители: Мана и Шакира. Автори: Фернандо Олвера и Джордж Нориега – (Мечта за любов) - Que lo nuestro se quede nuestro; Изпълнител и автор: Карлос Ривера – (Без следа от теб) |

### Сериали
| Най-добър сериал Представено от: Габриел Сото                                                                                 | Най-добър актьор в главна роля за сериал Представено от: Адриана Лувие и Марк Тачер                   |
| --- | --- |
| - Жените в черно – Карлос Морено - Син демон – Даниел Укрос - Login – Карлос Мургия - Яго – (Кармен Армендарис)               | - Диего Оливера – Жените в черно - Алан Аларкон – Login - Иван Санчес – Яго - Теноч Уерта – Син демон |
| Най-добра актриса в главна роля за сериал Представено от: Давид Сепеда и Фабиола Гуахардо                                     | |
| - Ана Бренда Контрерас – Син демон - Габриела де ла Гарса – Яго - Лаура Монтихано – Login - Майрин Вилянуева – Жените в черно | |

Любопитно е, че в тази категория са номинирани теленовелите Жените в черно и Яго, вместо в категорията за теленовели.

### Предавания
| Най-добро развлекателно предаване Представено от: Есмералда Пиментел и Хосе Рон                                                                    | Най-добро ограничено предаване Представено от: Марлене Фавела и Хулиан Хил                                                                  |
| --- | --- |
| - Como dice el dicho - Розата на Гуадалупе | - MoJoe - Es de noche... y ya llegué - Hacen y deshacen - Miembros al aire - Netas divinas                                                  |
| Най-добра комедия Представено от: Фердинандо Валенсия и Лус Елена Гонсалес                                                                         | Най-добра забавна програма Представено от: София Кастро и Хосе Пабло Минор                                                                  |
| - Nosotros los guapos – Гилермо дел Боске - 40 y 20 – Густаво Лоса - Burócratas – Исраел Хайтович - Doble sentido – Исраел Хайтович - Los González | - Hoy - ¡Cuentamelo ya! - El coque va - El juego de las estrellas - La apuesta... Creando una estrella - La Voz... México - Recuerda y gana |

## Специални награди
- Специално признание за биографичен сериал – Завинаги Йоан Себастиан – Карла Естрада

## Любопитно
Въпреки че продукциите Яго и Жените в черно са теленовели, същите са номинирани в категорията Най-добър сериал.

## Изпълнения
- Fiesta в изпълнение на Сентидос Опуестос, Каба, Моения, Магнето и Меркурио.
- Fuego и La camisa negra в изпълнение на Хуанес.
- Picky в изпълнение на Джой Монтана.
- Reggaeton lento в изпълнение на CNCO.
- Tatuajes в изпълнение на Хосе Мануел Фигероа, олицетворяващ Йоан Себастиан.
- Tú estás aquí в изпълнение на Кристиан Кастро.